# Chironius monticola
Espèce
Chironius monticola  est une espèce de serpents de la famille des Colubridae.

## Répartition
Cette espèce se rencontre :
- en Bolivie, dans les départements de Cochabamba et Santa Cruz ;
- en Colombie ;
- en Équateur ;
- au Pérou ;
- au Venezuela, dans les États de Mérida et de Táchira[1].

## Étymologie
Son nom d'espèce vient du latin monticola, « qui habite les montagnes ».

## Publication originale
- Roze, 1952 : Colección de reptiles del Profesor Scorza, de Venezuela. Acta Biologica Venezuelica, vol. 1, n. 5, p. 93-114.